# Finucane Island
Finucane Island ist eine Insel des australischen Bundesstaats Western Australia. Sie liegt keine 500 Meter westlich der Küstenstadt Port Hedland und bildet die Westseite der schmalen Mangrovenbucht, die den Hafen Port Hedland bildet.

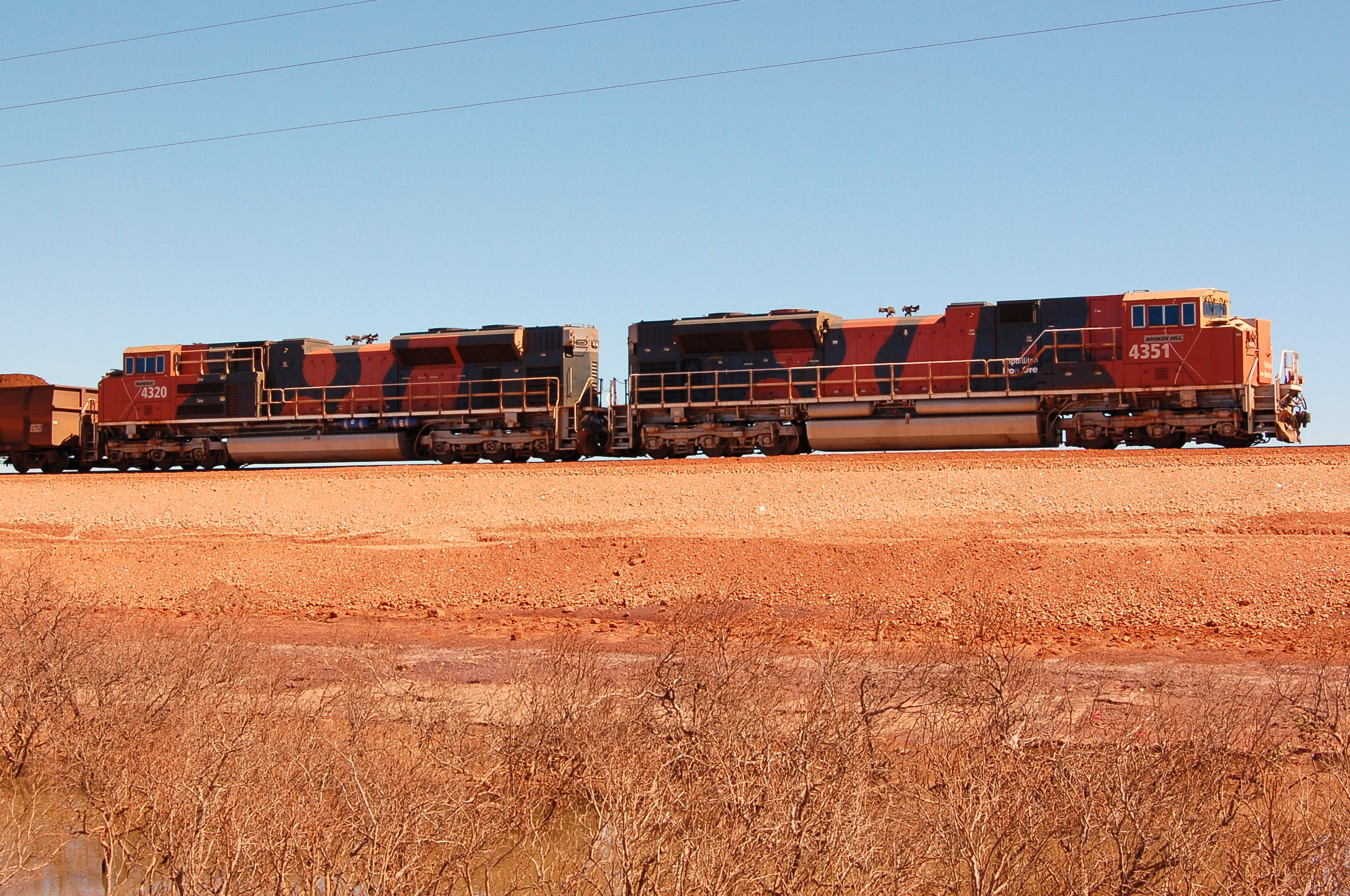
Zugverkehr auf Finucane Island

Die flache Insel, die über einen etwa fünf Kilometer langen Fahrdamm mit dem Festland verbunden ist, wird überwiegend industriell von BHP Group und anderen Minenbetreibern für die Verschiffung genutzt. Dort wird Eisenerz, das per Eisenbahn aus dem Landesinneren angeliefert wird, zwischengelagert und über Anlegestellen im Osten der Insel weltweit verschifft.
Auf Finucane Island befand sich ursprünglich die Stadt Port Hedland. Ab 1966 wurde von der Insel Erz verschifft. Zeitgleich zu den Hafenanlagen wurde auf der Insel eine Arbeitersiedlung errichtet.
Am westlichen Ende der Insel befindet sich eine öffentliche Bootsrampe.